# يوم الانتخابات
يوم الانتخابات يشير إلى يوم إجراء الانتخابات العامة. تُجرى الانتخابات العامة في العديد من الدول يوم الأحد، لتمكين مشاركة أكبر عدد ممكن من الناخبين، بينما تجرى الانتخابات في بعض الدول الأخرى في أي يوم من أيام الأسبوع. ومع ذلك، فإن بعض الدول أو بعض مقاطعات الدول تجعل يوم الانتخابات يوم عطلة رسمية, بما يلبي كلا المطلبين.

## يوم الأحد
تُجرى الانتخابات يوم الأحد في الدول الآتية:
- الأرجنتين
- النمسا
- بلجيكا
- بوليفيا
- البوسنة والهرسك
- البرازيل
- بلغاريا
- تشيلي
- كولومبيا
- كرواتيا
- قبرص
- الإكوادور
- إستونيا
- فنلندا
- فرنسا
- ألمانيا
- اليونان
- المجر
- اليابان
- ليتوانيا
- لوكسمبورج
- ماليزيا
- المكسيك
- باراغواي
- بولندا
- البرتغال
- رومانيا
- روسيا
- صربيا
- سلوفينيا
- إسبانيا
- السويد
- سويسرا
- تايلاند
- أوروغواي
- فنزويلا

## يوم الاثنين
تُجرى الانتخابات يوم الاثنين في الدول الآتية:
- كندا, ما لم يكن الاثنين هو يوم العطلة، في هذه الحالة تكون الانتخابات يوم الثلاثاء التالي.
- الفلبين
- النرويج
- ترينيداد وتوباغو

## يوم الثلاثاء
تُجرى الانتخابات يوم الثلاثاء في الدول الآتية:
- الولايات المتحدة[1]

## يوم الأربعاء
تُجرى الانتخابات يوم الأربعاء في الدول الآتية:
- الهند, تم إجراء الانتخابات العامة لعام 2009 يومي الأربعاء والخميس على مدار أربعة اسابيع.
- هولندا
- كوريا الجنوبية, يوم عطلة رسمية.

## يوم الخميس
تُجرى الانتخابات يوم الخميس في الدول الآتية:
- الدنمارك
- الهند, تم إجراء الانتخابات العامة لعام 2009 يومي الأربعاء والخميس على مدار أربعة اسابيع.
- المملكة المتحدة[1] (by longstanding tradition).

## يوم الجمعة
تُجرى الانتخابات يوم الجمعة في الدول الآتية:
- جمهورية التشيك, بعد الظهيرة
- جمهورية أيرلندا

## يوم السبت
تُجرى الانتخابات يوم السبت في الدول الآتية:
- أستراليا, التصويت إجباري
- جمهورية التشيك, بعد الظهيرة
- لاتفيا
- مالطا
- نيوزيلندا
- سنغافورة
- سلوفاكيا
- تايوان

إسرائيل

## الجهات البرلمانية الأخرى
انتخابات الاتحاد الأوروبي وتعقد على مدى أربعة أيام (من الخميس إلى الأحد)، وفقًا لأيام انتخاب الدول الأعضاء في الاتحاد الأوروبي (كما هو موضح أعلاه).